# Chris F. Durman
Chris F. Durman (...) è un astronomo britannico.
Il Minor Planet Center gli accredita la scoperta dell'asteroide 8225 Emerson effettuata il 16 agosto 1996 in collaborazione con Bev M. Ewen-Smith.